# Argyrolepidia stevensi
Argyrolepidia stevensi là một loài bướm đêm trong họ Noctuidae.